# Elección presidencial de Italia de 2022
La elección presidencial de Italia de 2022 se celebró entre el 24 y 29 de enero de 2022. Fue la decimocuarta elección del presidente de la República Italiana, que fue elegido por el Parlamento italiano y los representantes regionales en sesión conjunta.
El actual presidente Sergio Mattarella, quien es elegible para la reelección, había descartado un segundo mandato. Sin embargo, el 29 de enero de 2022, la mayoría de los líderes de partido, así como el primer ministro Mario Draghi, le pidieron que aceptara su nominación conjunta para otro mandato. Mattarella se convirtió en el segundo presidente en cumplir dos mandatos, después de su predecesor Giorgio Napolitano. En 2023, Matarella se convirtió en el presidente con más años en el cargo en la historia republicana de Italia.

## Procedimiento
De acuerdo con la Constitución de la República Italiana, la elección se lleva a cabo en forma de voto secreto, con 321 senadores, 630 diputados y 58 representantes regionales con derecho a voto. Cada una de las 20 regiones tendrá tres representantes, excepto el Valle de Aosta, que solo tendrá uno. La elección se lleva a cabo en el Palazzo Montecitorio, sede de la Cámara de Diputados, con la capacidad del salón de actos ampliada para tal fin. Las primeras tres papeletas requieren una mayoría de dos tercios de los 1.009 votantes para elegir un presidente, o 672 votos. A partir de la cuarta votación, se requiere una mayoría absoluta para que los candidatos sean elegidos, o 505 votos. El mandato presidencial dura siete años.
La elección será presidida por el presidente de la Cámara de Diputados, Roberto Fico, quien procederá al escrutinio público de los votos, y por la presidenta del Senado, Elisabetta Casellati.

## Asamblea electoral
Los electores por grupo parlamentario (incluyendo los delegados regionales) serán anunciados en la fecha de la elección. La distribución de votantes para la elección presidencial es la siguiente:
|         |                        |           |           |                      |                    |                  |
| Partido | Partido                | Diputados | Senadores | Delegados regionales | Total de electores | % de la asamblea |
|         | Movimiento 5 Estrellas | 157       | 73        | 4                    | 234                | 23,2             |
|         | Lega                   | 133       | 64        | 15                   | 212                | 21,0             |
|         | Partido Democrático    | 95        | 39        | 20                   | 155                | 15,4             |
|         | Forza Italia – UDC     | 78        | 52        | 10                   | 133                | 13,2             |
|         | Hermanos de Italia     | 37        | 21        | 6                    | 63                 | 6,3              |
|         | Italia Viva            | 29        | 15        | 0                    | 43                 | 4,3              |
|         | Coraggio Italia        | 22        | 9         | 1                    | 31                 | 3,1              |
|         | Libres e Iguales       | 12        | 6         | 0                    | 18                 | 1,8              |
|         | Grupo Mixto            | 65        | 42        | 2                    | 109                | 10,8             |
| Total   | Total                  | 630       | 321       | 58                   | 1009               | 100,0            |
|         | Vacante                | 0         | 0         | 0                    | 0                  | -                |

## Resultados

### Primera ronda (24 de enero)
Se necesitaba una mayoría de dos tercios (672 votos) para ganar en la primera votación. Dado que dos tercios de los electores dejaron sus papeletas en blanco siguiendo las instrucciones de sus partidos y otros emitieron votos inválidos, ningún candidato pudo obtener ni obtuvo la mayoría requerida, por lo que se realizó una nueva votación el 25 de enero.
| Candidato                    | Candidato                | Partido                | Votos |
| ---------------------------- | ------------------------ | ---------------------- | ----- |
|                              | Paolo Maddalena          | Independiente          | 36    |
|                              | Sergio Mattarella        | Independiente          | 16    |
|                              | Marta Cartabia           | Independiente          | 9     |
|                              | Silvio Berlusconi        | Forza Italia           | 7     |
|                              | Roberto Cassinelli       | Forza Italia           | 7     |
|                              | Antonio Tasso            | MAIE                   | 7     |
|                              | Guido De Martini         | Lega                   | 7     |
|                              | Umberto Bossi            | Lega                   | 7     |
|                              | Ettore Rosato            | Italia Viva            | 6     |
|                              | Marco Cappato            | Radicales Italianos    | 5     |
|                              | Cesare Pianasso          | Lega                   | 4     |
|                              | Bruno Vespa              | Independiente          | 4     |
|                              | Enzo Alaia               | Italia Viva            | 3     |
|                              | Maria Teresa Baldini     | Italia Viva            | 3     |
|                              | Elisabetta Belloni       | Independiente          | 3     |
|                              | Pier Luigi Bersani       | Artículo Uno           | 3     |
|                              | Giorgio Lauro            | Independiente          | 3     |
|                              | Claudio Lotito           | Forza Italia           | 3     |
|                              | Francesco Rutelli        | Independiente          | 3     |
|                              | Claudio Sabelli Fioretti | Independiente          | 3     |
|                              | Amedeo Sebastiani        | Independiente          | 3     |
|                              | Giuliano Amato           | Independiente          | 2     |
|                              | Alberto Angela           | Independiente          | 2     |
|                              | Elisabetta Casellati     | Forza Italia           | 2     |
|                              | Pier Ferdinando Casini   | Centristas por Europa  | 2     |
|                              | Giuseppe Conte           | Movimiento 5 Estrellas | 2     |
|                              | Gianluca De Fazio        | Independiente          | 2     |
|                              | Giancarlo Giorgetti      | Lega                   | 2     |
|                              | Ermanno Leo              | Independiente          | 2     |
|                              | Antonio Martino          | Forza Italia           | 2     |
|                              | Ugo Mattei               | Independiente          | 2     |
|                              | Giuseppe Moles           | Forza Italia           | 2     |
|                              | Claudio Nordio           | Independiente          | 2     |
|                              | Paolo Siani              | Partido Democrático    | 2     |
|                              | Otros                    | Otros                  | 88    |
|                              |                          |                        |       |
| Votos nulos                  | Votos nulos              | Votos nulos            | 49    |
| Votos en blanco              | Votos en blanco          | Votos en blanco        | 672   |
| Votantes                     | Votantes                 | Votantes               | 976   |
| Ausentes                     | Ausentes                 | Ausentes               | 32    |
| Total                        | Total                    | Total                  | 1008  |
| Fuente: Cámara de Diputados. |                          |                        |       |

### Segunda ronda (25 de enero)
Se necesitaba una mayoría de dos tercios (673 votos) para elegir un candidato en la segunda votación. Dado que más de la mitad de los electores dejaron sus papeletas en blanco siguiendo las instrucciones de sus partidos, y otros emitieron votos nulos, ningún candidato pudo obtener o obtuvo la mayoría requerida, por lo que se programó otra votación para el 26 de enero.
| Candidato                    | Candidato                | Partido               | Votos |
| ---------------------------- | ------------------------ | --------------------- | ----- |
|                              | Paolo Maddalena          | Independiente         | 39    |
|                              | Sergio Mattarella        | Independiente         | 39    |
|                              | Renzo Tondo              | Nosotros con Italia   | 18    |
|                              | Roberto Cassinelli       | Forza Italia          | 17    |
|                              | Ettore Rosato            | Italia Viva           | 14    |
|                              | Umberto Bossi            | Lega                  | 12    |
|                              | Marta Cartabia           | Independiente         | 8     |
|                              | Giancarlo Giorgetti      | Lega                  | 8     |
|                              | Luigi Manconi            | Partido Democrático   | 8     |
|                              | Silvio Berlusconi        | Forza Italia          | 7     |
|                              | Giuseppe Moles           | Forza Italia          | 7     |
|                              | Pier Luigi Bersani       | Artículo Uno          | 6     |
|                              | Serafino Generoso        | Independiente         | 6     |
|                              | Nicola Gratteri          | Independiente         | 6     |
|                              | Cesare Pianasso          | Lega                  | 5     |
|                              | Stefano Bandecchi        | Independiente         | 4     |
|                              | Marco Cappato            | Radicales Italianos   | 4     |
|                              | Gian Marco Chiocci       | Independiente         | 4     |
|                              | Roberto Dipiazza         | Forza Italia          | 4     |
|                              | Mario Draghi             | Independiente         | 4     |
|                              | Enrico Ruggeri           | Independiente         | 4     |
|                              | Eugenio Sangregorio      | USEI                  | 4     |
|                              | Alberto Angela           | Independiente         | 3     |
|                              | Maria Teresa Baldini     | Italia Viva           | 3     |
|                              | Elisabetta Belloni       | Independiente         | 3     |
|                              | Elisabetta Casellati     | Forza Italia          | 3     |
|                              | Giorgio Lauro            | Independiente         | 3     |
|                              | Giulio Prosperetti       | Independiente         | 3     |
|                              | Francesco Rutelli        | Independiente         | 3     |
|                              | Raffaele Volpi           | Lega                  | 3     |
|                              | Fulvio Abbate            | Independiente         | 2     |
|                              | Giuliano Amato           | Independiente         | 2     |
|                              | Nicola Armaroli          | Independiente         | 2     |
|                              | Alessandro Barbero       | Independiente         | 2     |
|                              | Pier Ferdinando Casini   | Centristas por Europa | 2     |
|                              | Michele Cattarinich      | Independiente         | 2     |
|                              | Giuseppe Chinè           | Independiente         | 2     |
|                              | Massimo Giletti          | Independiente         | 2     |
|                              | Ulisse Ianni             | Independiente         | 2     |
|                              | Toni Iwobi               | Lega                  | 2     |
|                              | Ugo Mattei               | Independiente         | 2     |
|                              | Cesare Mirabelli         | Independiente         | 2     |
|                              | Antonio Razzi            | Forza Italia          | 2     |
|                              | Claudio Sabelli Fioretti | Independiente         | 2     |
|                              | Gianfranco Sciscione     | Independiente         | 2     |
|                              | Giulio Tremonti          | Independiente         | 2     |
|                              | Otros                    | Otros                 | 128   |
|                              |                          |                       |       |
| Votos nulos                  | Votos nulos              | Votos nulos           | 38    |
| Votos en blanco              | Votos en blanco          | Votos en blanco       | 527   |
| Votantes                     | Votantes                 | Votantes              | 976   |
| Ausentes                     | Ausentes                 | Ausentes              | 33    |
| Total                        | Total                    | Total                 | 1009  |
| Fuente: Cámara de Diputados. |                          |                       |       |

### Tercera ronda (26 de enero)
Se necesitaba una mayoría de dos tercios (673 votos) para elegir un candidato en la tercera votación. Como casi la mitad de los electores dejaron sus papeletas en blanco siguiendo las instrucciones del partido, y otros emitieron votos nulos, ningún candidato pudo obtener la mayoría requerida y se programó otra votación el 27 de enero.
| Candidato                    | Candidato                 | Partido               | Votos |
| ---------------------------- | ------------------------- | --------------------- | ----- |
|                              | Sergio Mattarella         | Independiente         | 125   |
|                              | Guido Crosetto            | Hermanos de Italia    | 114   |
|                              | Paolo Maddalena           | Independiente         | 61    |
|                              | Pier Ferdinando Casini    | Centristas por Europa | 52    |
|                              | Giancarlo Giorgetti       | Lega                  | 19    |
|                              | Marta Cartabia            | Independiente         | 8     |
|                              | Luigi Manconi             | Partido Democrático   | 8     |
|                              | Pier Luigi Bersani        | Artículo Uno          | 7     |
|                              | Umberto Bossi             | Lega                  | 7     |
|                              | Marco Cappato             | Radicales Italianos   | 6     |
|                              | Marco Doria               | Independiente         | 6     |
|                              | Clemente Mastella         | Nosotros de Centro    | 6     |
|                              | Giuseppe Moles            | Forza Italia          | 6     |
|                              | Mario Draghi              | Independiente         | 5     |
|                              | Silvio Berlusconi         | Forza Italia          | 4     |
|                              | Nicola Gratteri           | Independiente         | 4     |
|                              | Elisabetta Belloni        | Independiente         | 3     |
|                              | Paolo Coretti             | Independiente         | 3     |
|                              | Maria Teresa Baldini      | Italia Viva           | 2     |
|                              | Stefano Bandecchi         | Independiente         | 2     |
|                              | Francesco Cappello        | Independiente         | 2     |
|                              | Umberto Del Basso De Caro | Partido Democrático   | 2     |
|                              | Cesare Pianasso           | Lega                  | 2     |
|                              | Giovanni Sanna            | Independiente         | 2     |
|                              | Gianfranco Sciscione      | Independiente         | 2     |
|                              | Bruno Vespa               | Independiente         | 2     |
|                              | Otros                     | Otros                 | 84    |
|                              |                           |                       |       |
| Votos nulos                  | Votos nulos               | Votos nulos           | 22    |
| Votos en blanco              | Votos en blanco           | Votos en blanco       | 412   |
| Votantes                     | Votantes                  | Votantes              | 978   |
| Ausentes                     | Ausentes                  | Ausentes              | 31    |
| Total                        | Total                     | Total                 | 1009  |
| Fuente: Cámara de Diputados. |                           |                       |       |

### Cuarta ronda (27 de enero)
Se necesitaba una mayoría absoluta de 505 votos para elegir un candidato en la cuarta votación. Como la coalición de centro-derecha decidió abstenerse y el centro-izquierda votó en blanco, ningún candidato pudo obtener la mayoría necesaria y se programó otra votación el 28 de enero.
| Candidato                    | Candidato              | Partido               | Votos |
| ---------------------------- | ---------------------- | --------------------- | ----- |
|                              | Sergio Mattarella      | Independiente         | 166   |
|                              | Nino Di Matteo         | Independiente         | 56    |
|                              | Luigi Manconi          | Partido Democrático   | 8     |
|                              | Marta Cartabia         | Independiente         | 6     |
|                              | Mario Draghi           | Independiente         | 5     |
|                              | Giuliano Amato         | Independiente         | 4     |
|                              | Pier Ferdinando Casini | Centristas por Europa | 3     |
|                              | Maria Teresa Baldini   | Italia Viva           | 2     |
|                              | Elisabetta Belloni     | Independiente         | 2     |
|                              | Pier Luigi Bersani     | Artículo Uno          | 2     |
|                              | Otros                  | Otros                 | 20    |
|                              |                        |                       |       |
| Votos nulos                  | Votos nulos            | Votos nulos           | 5     |
| Votos en blanco              | Votos en blanco        | Votos en blanco       | 261   |
| Votantes                     | Votantes               | Votantes              | 540   |
| Abstenciones                 | Abstenciones           | Abstenciones          | 441   |
| Ausentes                     | Ausentes               | Ausentes              | 28    |
| Total                        | Total                  | Total                 | 1009  |
| Fuente: Cámara de Diputados. |                        |                       |       |

### Quinta ronda (28 de enero)
Se necesitaba una mayoría absoluta de 505 votos para elegir un candidato en la quinta votación. La coalición de centro-derecha propuso a Elisabetta Casellati como candidata, mientras que el centro-izquierda y el M5S, opuestos a ella, decidieron abstenerse. Casellati sólo obtuvo 382 votos, muy por debajo de la mayoría necesaria, y se programó otra votación para las 17:00 horas del 28 de enero.
| Candidato                    | Candidato              | Partido               | Votos |
| ---------------------------- | ---------------------- | --------------------- | ----- |
|                              | Elisabetta Casellati   | Forza Italia          | 382   |
|                              | Sergio Mattarella      | Independiente         | 46    |
|                              | Nino Di Matteo         | Independiente         | 38    |
|                              | Silvio Berlusconi      | Forza Italia          | 8     |
|                              | Marta Cartabia         | Independiente         | 7     |
|                              | Antonio Tajani         | Forza Italia          | 7     |
|                              | Pier Ferdinando Casini | Centristas por Europa | 6     |
|                              | Mario Draghi           | Independiente         | 3     |
|                              | Elisabetta Belloni     | Independiente         | 2     |
|                              | Joseph César Perrin    | Unión Valdostana      | 2     |
|                              | Otros                  | Otros                 | 9     |
|                              |                        |                       |       |
| Votos nulos                  | Votos nulos            | Votos nulos           | 9     |
| Votos en blanco              | Votos en blanco        | Votos en blanco       | 11    |
| Votantes                     | Votantes               | Votantes              | 530   |
| Abstenciones                 | Abstenciones           | Abstenciones          | 406   |
| Ausentes                     | Ausentes               | Ausentes              | 73    |
| Total                        | Total                  | Total                 | 1009  |
| Fuente: Cámara de Diputados. |                        |                       |       |

### Sexta ronda (28 de enero)
Se necesitaba una mayoría absoluta de 505 votos para elegir un candidato en la sexta votación. La coalición de centro-derecha se abstuvo, mientras que el centro-izquierda votó en blanco. A pesar de la falta de apoyo formal a su candidatura, Mattarella se situó a la cabeza con 336 votos, todavía muy lejos de la mayoría necesaria, y las votaciones séptima y octava estaban previstas para las 9:30 y 16:30 horas, respectivamente, del 29 de enero.
| Candidato                    | Candidato              | Partido               | Votos |
| ---------------------------- | ---------------------- | --------------------- | ----- |
|                              | Sergio Mattarella      | Independiente         | 336   |
|                              | Nino Di Matteo         | Independiente         | 41    |
|                              | Pier Ferdinando Casini | Centristas por Europa | 9     |
|                              | Luigi Manconi          | Partido Democrático   | 8     |
|                              | Mario Draghi           | Independiente         | 5     |
|                              | Marta Cartabia         | Independiente         | 5     |
|                              | Elisabetta Belloni     | Independiente         | 4     |
|                              | Giuliano Amato         | Independiente         | 3     |
|                              | Elisabetta Casellati   | Forza Italia          | 2     |
|                              | Otros                  | Otros                 | 9     |
|                              |                        |                       |       |
| Votos nulos                  | Votos nulos            | Votos nulos           | 4     |
| Votos en blanco              | Votos en blanco        | Votos en blanco       | 106   |
| Votantes                     | Votantes               | Votantes              | 532   |
| Abstenciones                 | Abstenciones           | Abstenciones          | 445   |
| Ausentes                     | Ausentes               | Ausentes              | 32    |
| Total                        | Total                  | Total                 | 1009  |
| Fuente: Cámara de Diputados. |                        |                       |       |

### Séptima ronda (29 de enero)
Se necesitaba una mayoría absoluta de 505 votos para elegir un candidato en la séptima votación. La coalición de centro-derecha se abstuvo, mientras que el centro-izquierda votó formalmente en blanco. Una vez más, Mattarella se sitúa a la cabeza con 387 votos, todavía muy lejos de la mayoría necesaria, y la octava votación está prevista para las 16:30 horas del 29 de enero.
| Candidato                    | Candidato              | Partido               | Votos |
| ---------------------------- | ---------------------- | --------------------- | ----- |
|                              | Sergio Mattarella      | Independiente         | 387   |
|                              | Carlo Nordio           | Independiente         | 64    |
|                              | Nino Di Matteo         | Independiente         | 40    |
|                              | Pier Ferdinando Casini | Centristas por Europa | 10    |
|                              | Elisabetta Belloni     | Independiente         | 8     |
|                              | Luigi Manconi          | Partido Democrático   | 6     |
|                              | Marta Cartabia         | Independiente         | 4     |
|                              | Mario Draghi           | Independiente         | 2     |
|                              | Emilio Scalzo          | Independiente         | 2     |
|                              | Otros                  | Otros                 | 9     |
|                              |                        |                       |       |
| Votos nulos                  | Votos nulos            | Votos nulos           | 4     |
| Votos en blanco              | Votos en blanco        | Votos en blanco       | 60    |
| Votantes                     | Votantes               | Votantes              | 596   |
| Abstenciones                 | Abstenciones           | Abstenciones          | 380   |
| Ausentes                     | Ausentes               | Ausentes              | 33    |
| Total                        | Total                  | Total                 | 1009  |
| Fuente: Cámara de Diputados. |                        |                       |       |

### Octava ronda (29 de enero)
Se necesitaba una mayoría absoluta de 505 votos para elegir un candidato en la octava votación. Tras acceder a renovar su cargo como jefe de Estado tras el consenso alcanzado por la mayoría de los partidos italianos, Mattarella resultó elegido con 759 votos favorables con lo que se convierte en el segundo presidente con más apoyo tras los 832 votos que logró Sandro Pertini en 1978.
| Candidato                    | Candidato              | Partido                | Votos |
| ---------------------------- | ---------------------- | ---------------------- | ----- |
|                              | Sergio Mattarella      | Independiente          | 759   |
|                              | Carlo Nordio           | Independiente          | 90    |
|                              | Nino Di Matteo         | Independiente          | 37    |
|                              | Silvio Berlusconi      | Forza Italia           | 9     |
|                              | Elisabetta Belloni     | Independiente          | 6     |
|                              | Pier Ferdinando Casini | Centristas por Europa  | 5     |
|                              | Mario Draghi           | Independiente          | 5     |
|                              | Elisabetta Casellati   | Forza Italia           | 4     |
|                              | Franco Berrino         | Independiente          | 2     |
|                              | Sabino Cassese         | Independiente          | 2     |
|                              | Primo Di Nicola        | Movimiento 5 Estrellas | 2     |
|                              | Giancarlo Giorgetti    | Lega                   | 2     |
|                              | Filippo Grassia        | Independiente          | 2     |
|                              | Marcello Pera          | Independiente          | 2     |
|                              | Otros                  | Otros                  | 18    |
|                              |                        |                        |       |
| Votos nulos                  | Votos nulos            | Votos nulos            | 13    |
| Votos en blanco              | Votos en blanco        | Votos en blanco        | 25    |
| Votantes                     | Votantes               | Votantes               | 983   |
| Ausentes                     | Ausentes               | Ausentes               | 26    |
| Total                        | Total                  | Total                  | 1009  |
| Fuente: Cámara de Diputados. |                        |                        |       |